# Ошер, Пол
Пол Аллан Ошер (англ. Paul Allan Oscher); 26 февраля 1947, Нью-Йорк, США — 18 апреля 2021, Остин, США) — американский блюзовый харпер, гитарист, пианист, певец, автор песен. Лауреат Blues Music Awards в номинациях «Исполнитель акустического блюза» (2006), «Альбом акустического блюза» (2006), номинант Blues Music Awards в номинациях «Блюзовый альбом — возвращение» (1997),  «Исполнитель акустического блюза» (2005, 2007, 2011), «Альбом акустического блюза» (2005, 2011), «Блюзовый харпер» (2005, 2011), «Песня года» (2005) .

## Биография
Пол Ошер родился в Бруклине. Его отец, Натан Абрахам Ошер, владел бизнесом по производству стоматологической продукции, мать Милдред Мари (Хансен) Ошер, была домохозяйкой. Начал учиться играть в 12-летнем возрасте на губной гармонике Marine Band подаренной дядей . Некоторое время спустя его услышал Джимми Джонсон и стал наставником Ошера. К 15 годам Ошер уже играл профессионально в группе Литтл Джимми Мэй. Своим главным вдохновителем, повлиявшим на стиль, музыкант называет Сонни Боя Уильямсона I. Позднее Пол Ошер стал мультиинструменталистом, овладев также помимо гармоники гитарой, фортепиано, вибрафоном и аккордеоном.
В середине 1960-х Пол Ошер познакомился с Мадди Уотерсом. Как вспоминал Ошер он стоял за кулисами, и наигрывал что-то на гармонике, где его услышал Лютер «Джорджия Бой» Джонсон, в том туре бас-гитарист группы Уотерса. «Он сходил за Мадди и привёл его послушать меня, сказав: „Послушай этого белого парня. У него есть звук“» .  В 1967 году Уотерс приехал в Нью-Йорк без харпера, нашёл Ошера и предложил ему место в группе . В 1967 году стал постоянным харпером в группе Мадди Уотерса и первым белокожим музыкантом в ней. Жил в подвале дома Уотерса в Чикаго вместе с Отисом Спэнном. Оставался в группе Уотерса до 1972 года, когда слёг в декабре 1971 года с пневмонией и не смог гастролировать. Ошер записал три альбома с Мадди и после окончания сотрудничества, вернулся в Нью-Йорк. В 1972 году Уотерс хотел вернуть Ошера, но как вспоминал Ошер, он сменил за время вынужденного отпуска технику игры, полностью отказавшись от блокировки языка и вернувшись к простой игре губами, и в результате не смог сыграть ни одной фразы.   
Он сформировал группу «Brooklyn Slim», и выступал в клубах в Нью-Йорке, записывался с Викторией Спайви, выступал с Биг Уолтером Хортоном, Биг Джо Тёрнером, Доком Помусом, Джонни Коуплендом. Пол Ошер гастролировал по Европе в 1976 году с Луизианой Редом. В начале 1980-х Ошер полностью ушёл из музыки. 
В 1990-х годах Ошер вернулся, работал мультиинструменталистом, играя на фортепиано, гитаре и губной гармошке, иногда в составе группы из одного человека. В 1996 году Пол Ошер выпустил дебютный сольный альбом Knockin' On The Devil’s Door, который получил номинацию  «Блюзовый альбом — возвращение» по версии Blues Music Awards, и затем второй The Deep Blues Of Paul Oscher
В 2003 году Ошер принял участие в записи альбома Хьюберта Самлина About Them Shoes, играл на губной гармошке, гитаре и пел вместе с Китом Ричардсом, Эриком Клэптоном и Левоном Хелмом. 
В 2005 году выпустил альбом Down In The Delta, ставший лучшим альбомом акустического блюза, а сам Пол Ошер был признан лучшим исполнителем акустического блюза»
В 2001 по 2011 год состоял в браке со Сьюзан Лори-Паркс, драматургом, обладателем Пулитцеровской премии (2002). В 2013 году переехал в Остин, Техас, играл в местных клубах . Умер в 2021 году в своём доме в Остине от COVID-19.
«Ошер передаёт гитарный звук Мадди… фортепианный звук Отиса Спанна… самый глубокий тон губной гармоники на стороне Большого Уолтера» 
«Любой, кто видел, как Ошер выступал на сольном акустическом концерте, узнает его способность играть на гармонике, прикреплённой в стойке, аккомпанируя себе на гитаре» 
Рик Эстрин говорил про музыканта, что видел, как Ошер играл позади Уотерса в Чикаго: «У него было детское лицо, но звучал он так, будто он родился несколько десятилетий назад: „В его игре была эмоциональная интенсивность, которую он мог то повышать, то понижать, как проповедник…он имел внутренний ритмический грув, расслабленный и соблазнительный. Блюз был для него как религия“» .

## Дискография

### Соло
- Knockin' On The Devil’s Door (Viceroots, 1996)
- The Deep Blues Of Paul Oscher (Blues Planet, 1996)
- Living Legends Deep In The Blues (Blues Leaf, 2000)
- Alone With The Blues (Electro-Fi, 2004)
- Down In The Delta (Blues Fidelity, 2005)
- Bet On The Blues (Blues Fidelity, 2010)
- Cool Cat (Blues Fidelity, 2018)

### С Мадди Уотерсом
- After the Rain (Chess, 1969)
- Live at Mr. Kelly’s (Chess, 1971)
- «Unk» in Funk (Chess, 1974)